# Campionati canadesi di sci alpino 1977
I Campionati canadesi di sci alpino 1977 si disputarono a Mont-Sainte-Anne; furono assegnati i titoli di slalom gigante, slalom speciale e combinata, sia maschili sia femminili.

## Risultati

### Uomini

#### Slalom gigante
| Pos. | Atleta      | Nazione |
| ---- | ----------- | ------- |
| 1    | Jim Hunter  | Canada  |
| 2    | Dave Murray | Canada  |
| 3    | ?           | ?       |

#### Slalom speciale
| Pos. | Atleta          | Nazione |
| ---- | --------------- | ------- |
| 1    | Steve Podborski | Canada  |
| 2    | Jim Hunter      | Canada  |
| 3    | ?               | ?       |

#### Combinata
| Pos. | Atleta     | Nazione |
| ---- | ---------- | ------- |
| 1    | Jim Hunter | Canada  |
| 2    | ?          | ?       |
| 3    | ?          | ?       |

### Donne

#### Slalom gigante
| Pos. | Atleta        | Nazione |
| ---- | ------------- | ------- |
| 1    | Kathy Kreiner | Canada  |
| 2    | ?             | ?       |
| 3    | ?             | ?       |

#### Slalom speciale
| Pos. | Atleta        | Nazione |
| ---- | ------------- | ------- |
| 1    | Kathy Kreiner | Canada  |
| 2    | ?             | ?       |
| 3    | ?             | ?       |

#### Combinata
| Pos. | Atleta       | Nazione |
| ---- | ------------ | ------- |
| 1    | Jane Tidball | Canada  |
| 2    | ?            | ?       |
| 3    | ?            | ?       |